# Chapelle Saint-Laurent de Plémy
Pour les articles homonymes, voir Chapelle Saint-Laurent.
La chapelle Saint-Laurent est une chapelle de Plémy située au lieu-dit de Saint-Laurent. L'édifice actuel est daté de 1676.
Le Pardon et la fête locale de Saint-Laurent ont lieu, chaque année, le dimanche le plus proche du 10 août.

## Description de l'édifice[1]

### Retable
Le retable, daté de 1676 et classé par les monuments historique, fut rénové en 1996 pour lui redonner son éclat d'origine. Au centre, il possède une statue de saint Laurent vêtu d'un dalmatique. À sa gauche est peinte une représentation de saint Augustin et à sa droite une de saint Thomas. Sur les côtés, une statue de saint Lubin à droite et de Notre-Dame de Toute Aide à gauche, tenant Jésus dans ses bras, complètent ce retable.

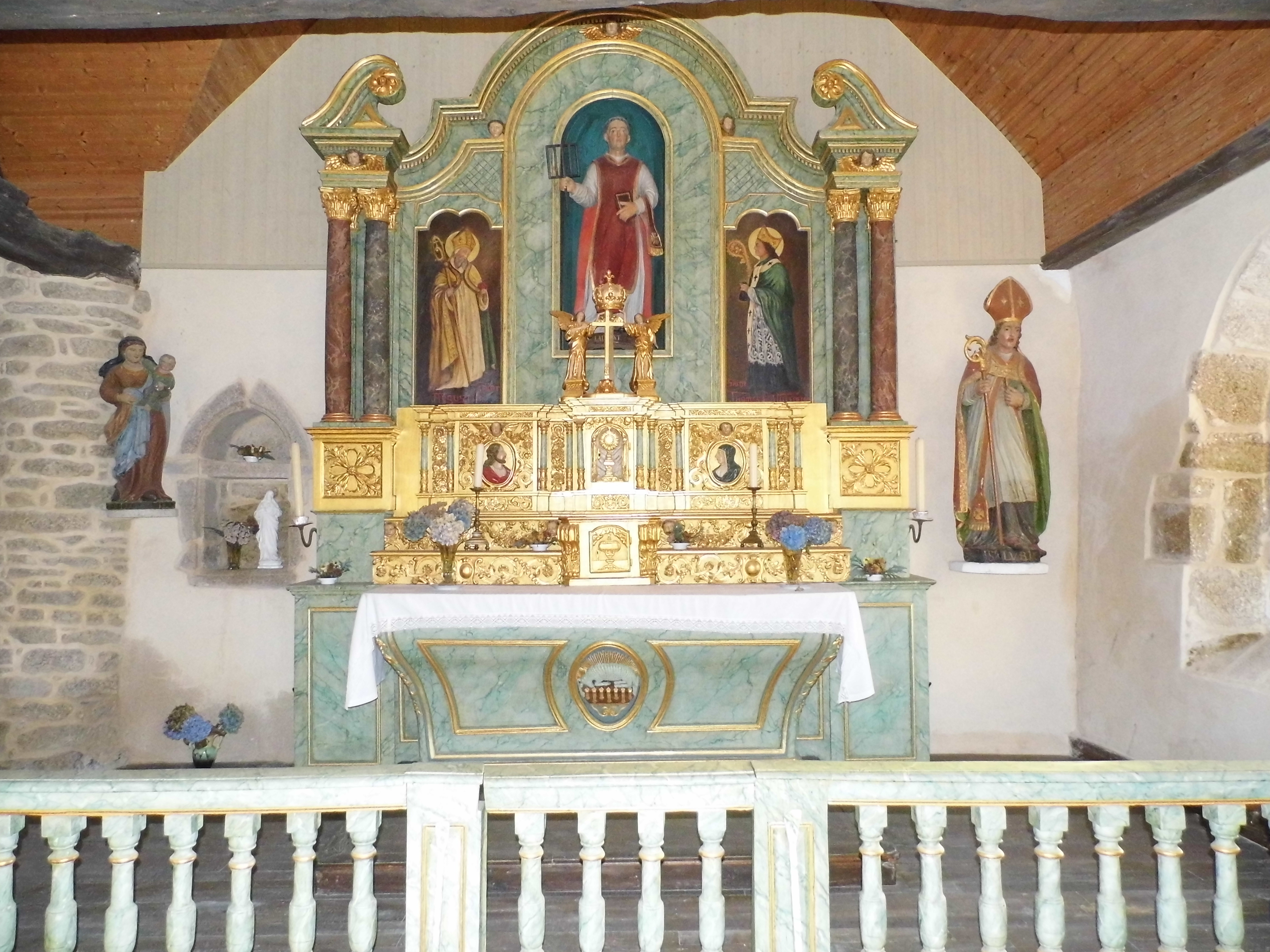
Retable

### Vitraux
Les vitraux furent rénovés en 2007. Sur l'un d'eux, on peut voir une représentation du martyr saint Laurent sur le gril.

### Restauration
Entre 2008 et 2010, la chapelle a entièrement été rénovée par des bénévoles. L'ensemble des joints de maçonnerie, altérés par le temps, furent refaits avec un mortier traditionnel à base de chaux. Une niche, sur le pignon est, accueille désormais une réplique en bois d'if de la statue de saint Laurent, travail de sculpture d'un des nombreux bénévoles.

### Exposition
À la suite de la rénovation, un petit musée expose des objets et vêtements liturgiques appartenant à la chapelle.

## Fontaine Saint-Laurent
En contrebas de la chapelle, il y une fontaine dédiée à saint Laurent. Une statue représentant le saint est incluse dans la maçonnerie. Elle est réputée guérir les maladies de peau. Le malade prenait une poignée de terre issue de la fontaine et la jetait au visage de la statue. Il était guéri lorsque la terre, séchée, tombait.

## Galerie d'images

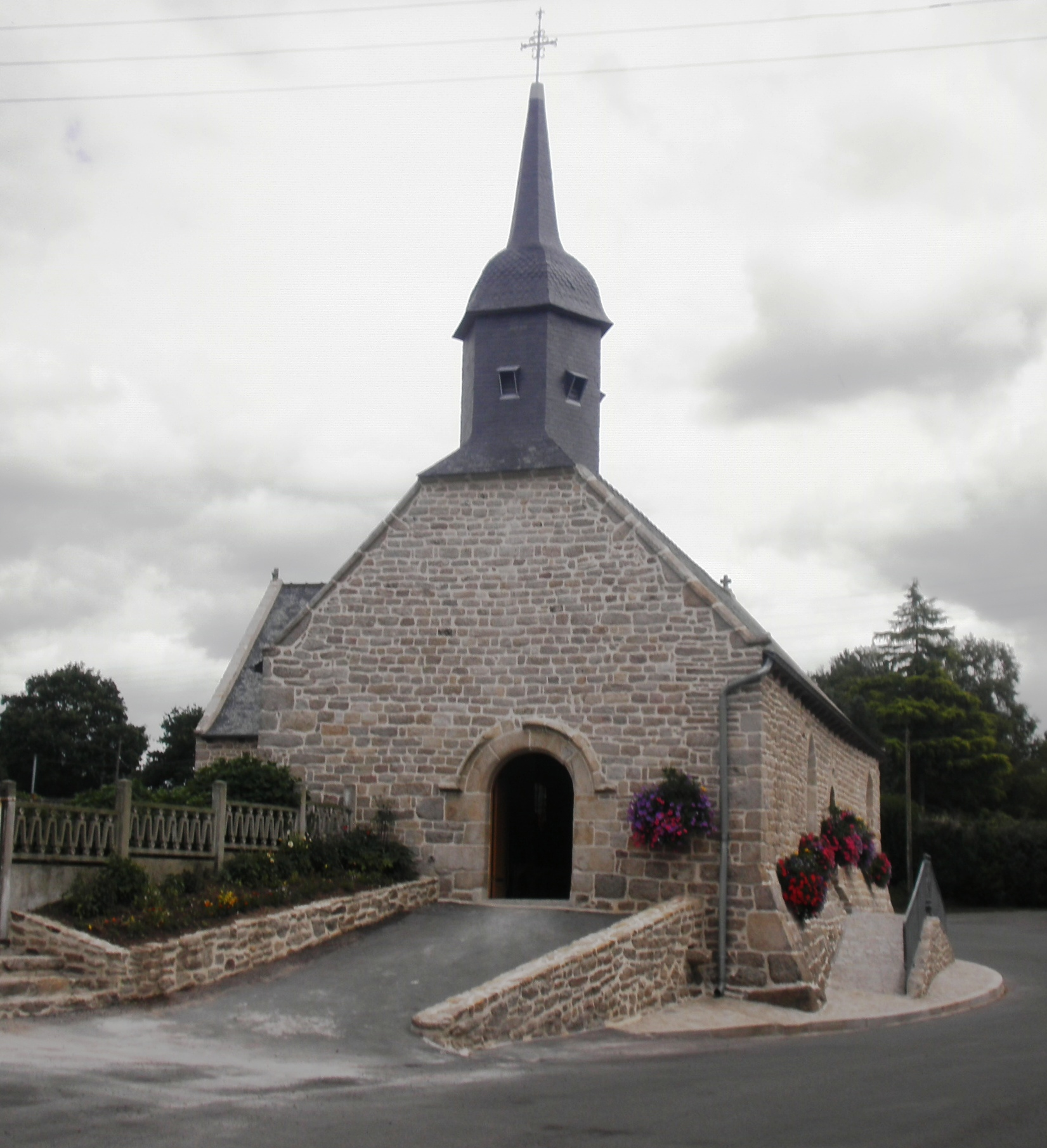
Entrée principale
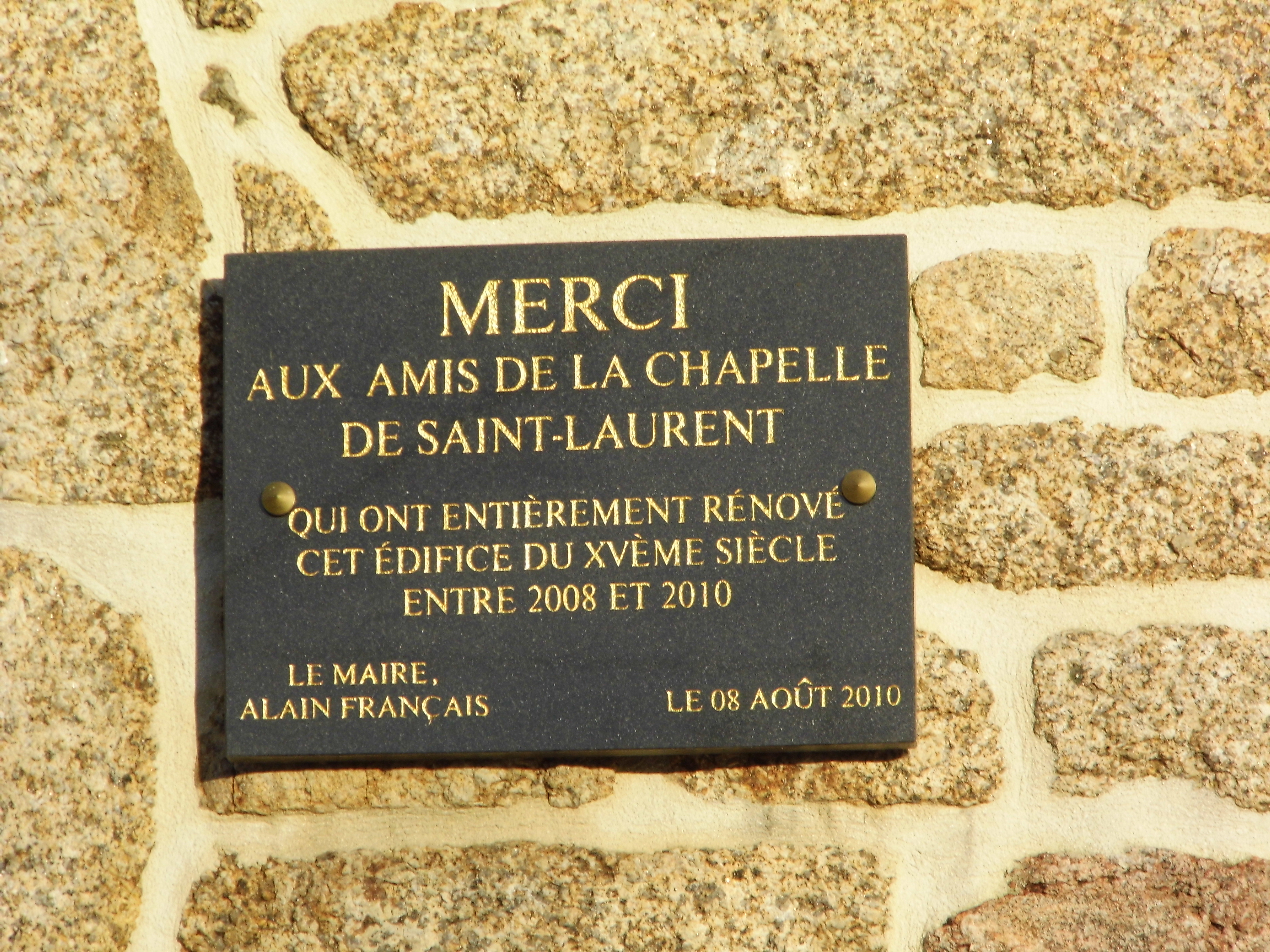
Plaque de remerciement à la suite de la rénovation de 2010
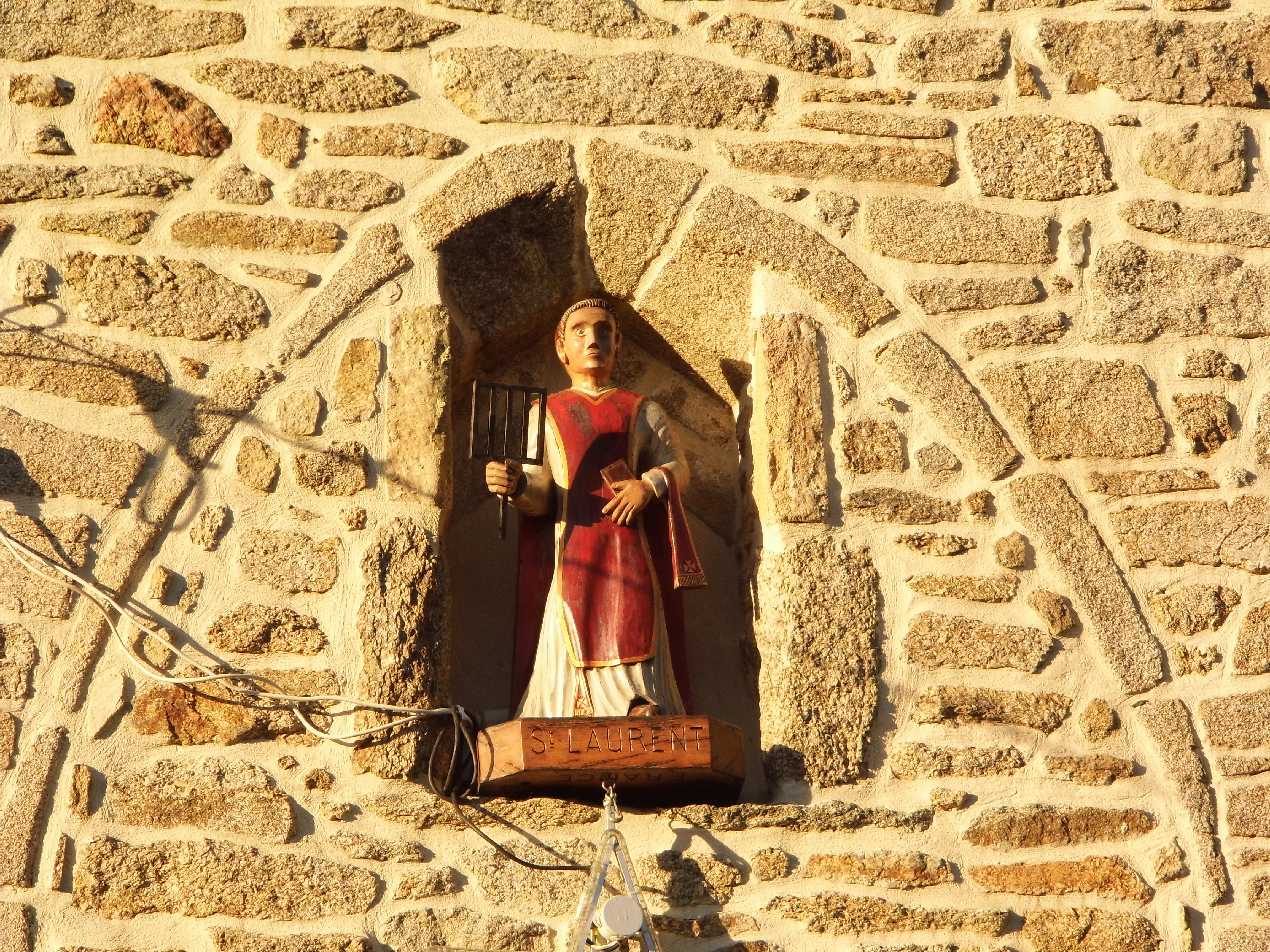
Statue de saint Laurent sur le pignon extérieur
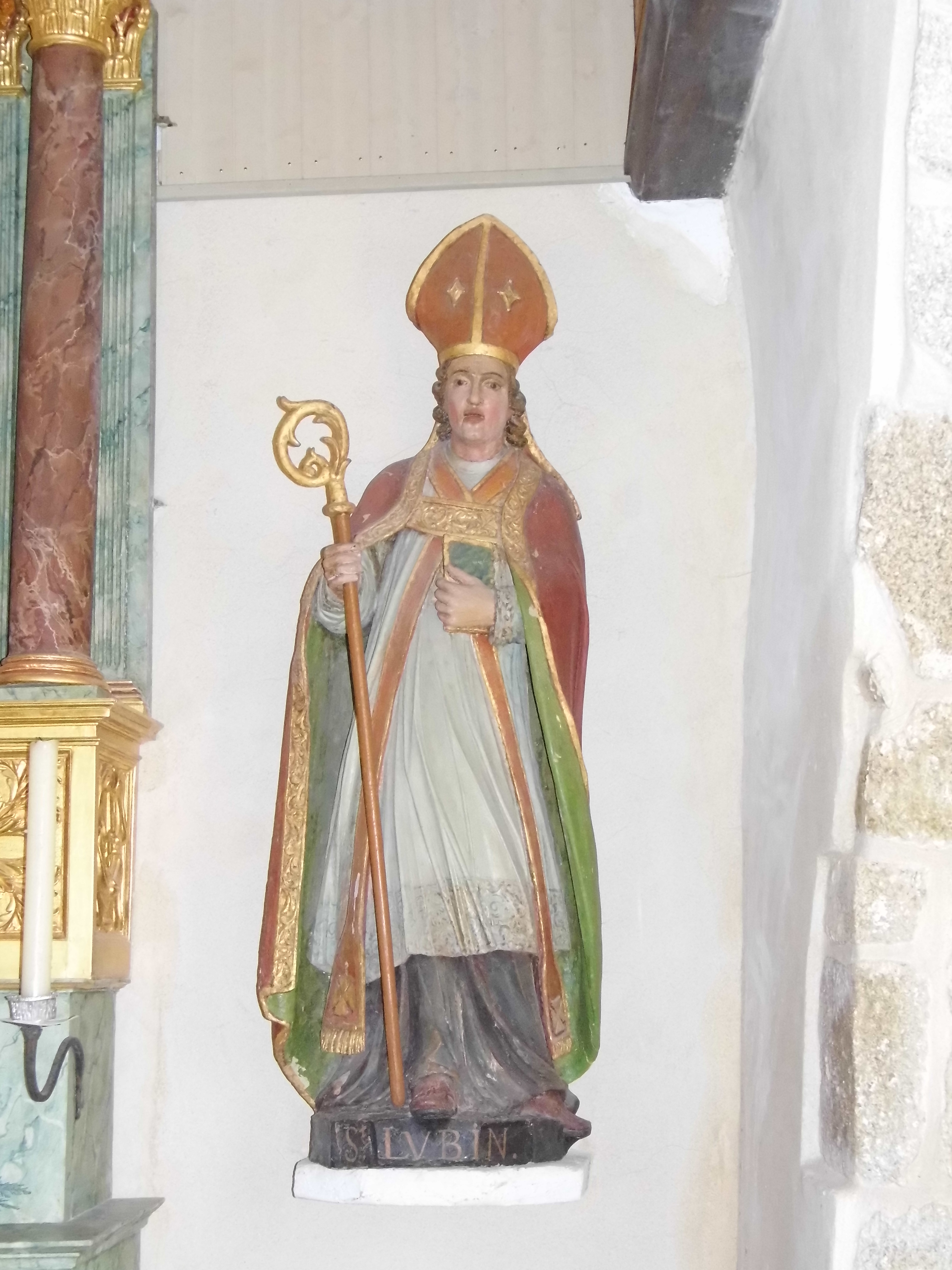
Statue de saint Lubin
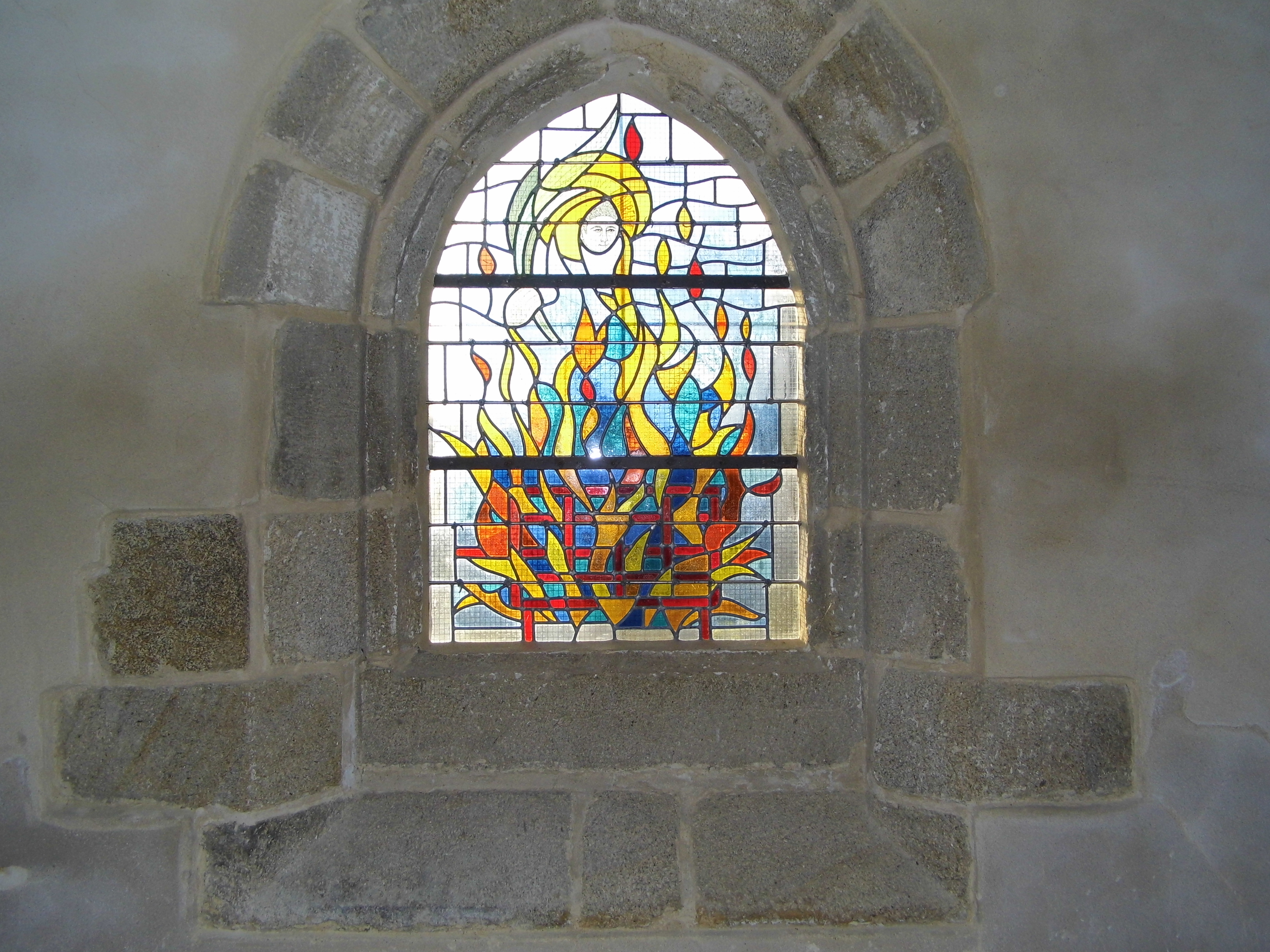
Vitrail représentant saint Laurent sur le gril
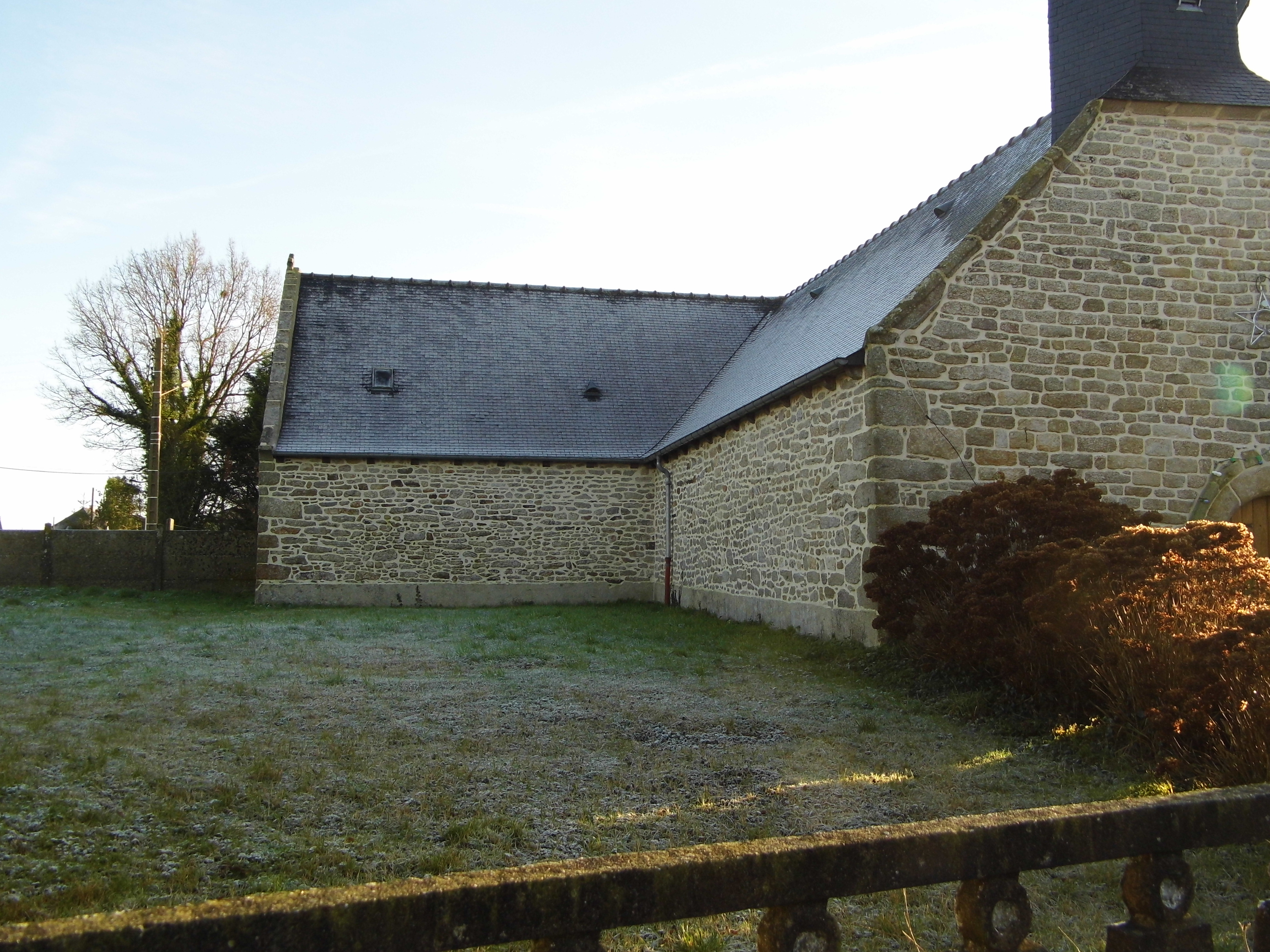
Vue extérieure côté jardin durant l'hiver 2011
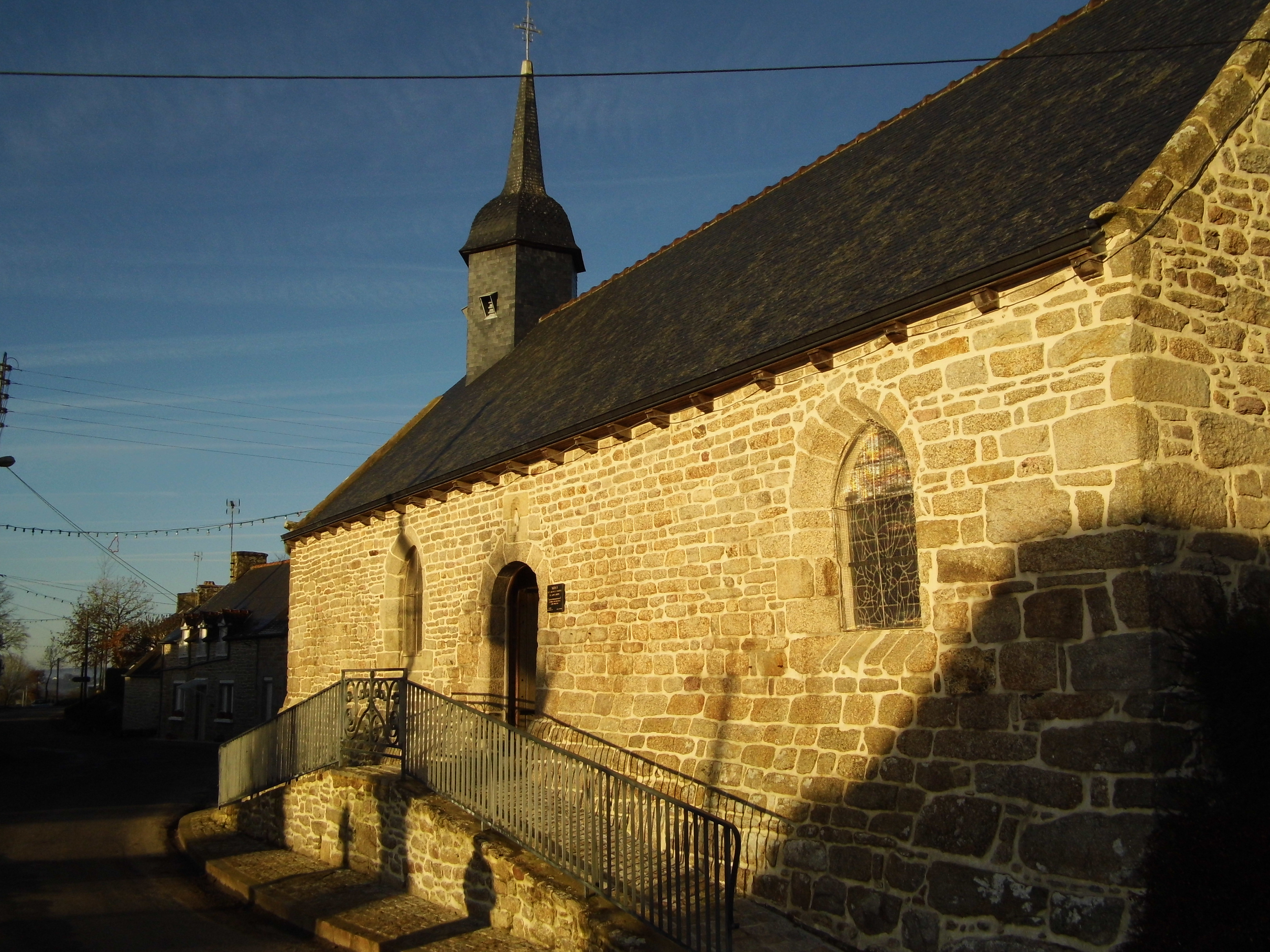
Vue extérieure côté route durant l'hiver 2011
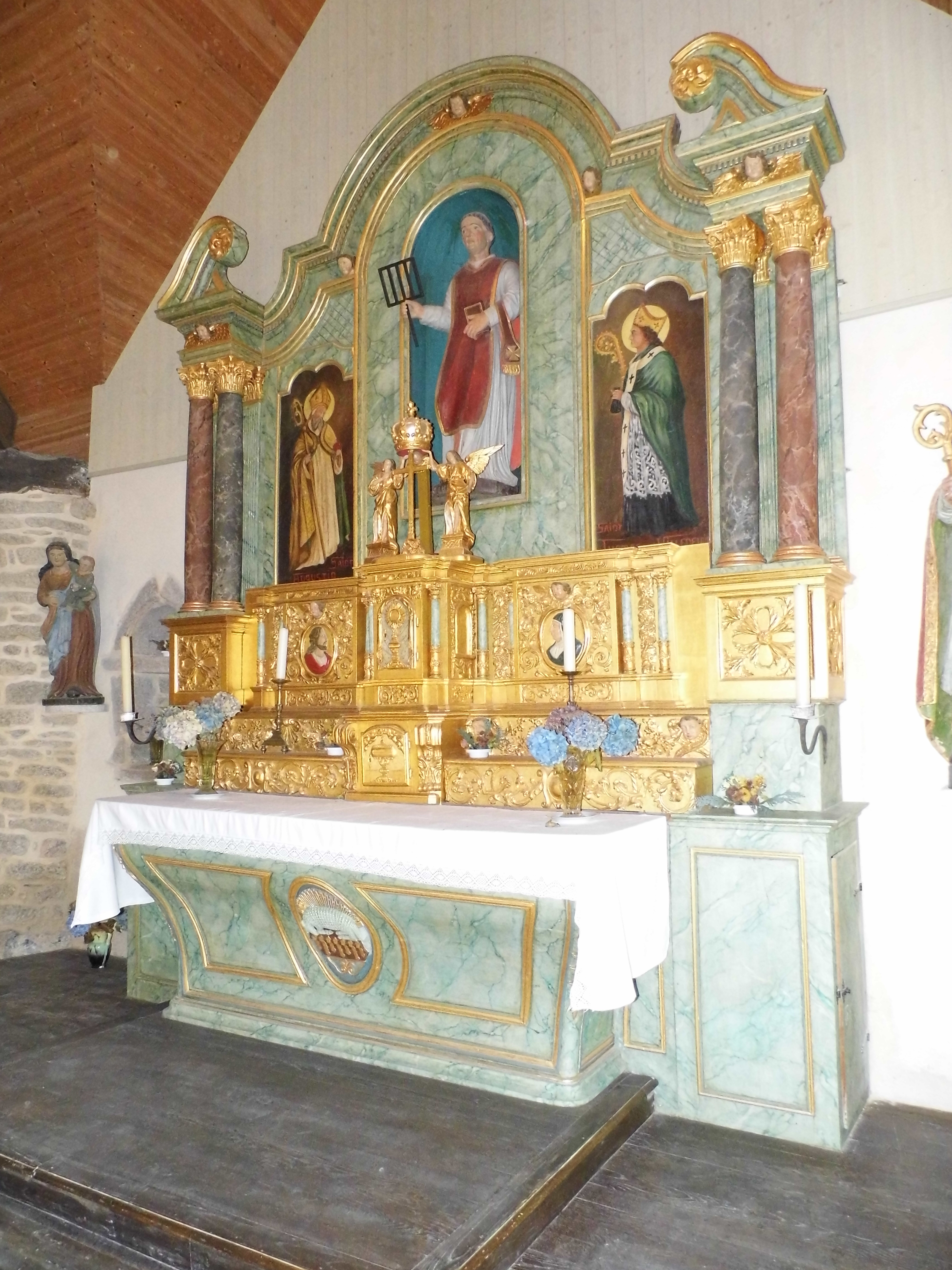
Retable